# Tađêô Mã Đạt Khâm

Huy hiệu Giám mục Tađêô Mã Đạt Khâm

Tađêô Mã Đạt Khâm (tiếng Trung: 马达钦 / 馬達欽, sinh năm 1968) là một giám mục người Trung Quốc của Giáo hội Công giáo Rôma, ông hiện giữ chức giám mục Chánh tòa của Giáo phận Thượng Hải theo quan điểm của Tòa Thánh. Ông được bổ nhiệm làm giám mục với sự chấp thuận của Tòa Thánh và của cả chính phủ Trung Quốc vào tháng 7 năm 2012 với chức vị Giám mục phó Thượng Hải nhưng ngay sau đó lại bị chính quyền nước này thu hồi chức giám mục và quản thúc tại Chủng viện Xà Sơn cho đến hiện tại.

## Thời trẻ và linh mục
Mã Đạt Khâm sinh ở Thượng Hải, sau khi tốt nghiệp Chủng viện Xà Sơn ở đây, ông được thụ phong linh mục vào năm 1994. Ông là cựu biên tập viên của Guangqi Press - một trong hai nhà xuất bản Công giáo chính ở Trung Quốc thuộc Giáo phận Thượng Hải. Ngoài ra ông còn là lãnh đạo tu viện Phố Đông ở Thượng Hải. Tháng 12 năm 2011, ông được bổ nhiệm làm tổng đại diện cho Giám mục Alôsiô Kim Lỗ Hiền khi ấy là giám mục chính tòa Giáo phận Thượng Hải.

## Giám mục
Năm 2012, Linh mục Tađêô Mã Đạt Khâm được cả Bắc Kinh và Tòa Thánh chấp thuận làm giám mục. Ngày 7 tháng 7 năm 2012, ông chính thức được tấn phong tại Nhà thờ chính tòa Thượng Hải, trước sự chứng kiến của giáo dân và quan chức chính phủ. Cũng ngay trong buổi lễ này, ông từ chối nghi thức đặt tay và dùng chung một Chén Thánh với một giám mục bị vạ tuyệt thông; sau đó, ông thông báo rằng ông sẽ ra khỏi Hội Công giáo Yêu nước Trung Quốc để tập trung vào công việc mục vụ mới của mình. Tổ chức này thuộc Chính phủ Trung Quốc và không được Giáo hội Công giáo công nhận. Trước đó, ông là phó chủ tịch chi hội tại Thượng Hải. Động thái này đã thu hút vỗ tay lớn từ phía giáo dân nhưng cũng cho thấy đó là một thách thức đối với nhà nước vốn muốn quản lý Giáo hội và giáo sĩ Công giáo. Trong những ngày sau đó, có ghi nhận cho thấy ông đã mất tích một cách bí ẩn.

## Cản tòa
Hội đồng Giám mục Công giáo Trung Quốc và Hội Công giáo Yêu nước Trung Quốc đã thu hồi quyết định phê chuẩn đối với Giám mục Tađêô Mã Đạt Khâm. Trước sự việc này, Tổng giám mục Savio Hàn Đại Huy - Thư ký Bộ Truyền giáo xác định rõ rằng trong Giáo hội Công giáo, các Hội đồng Giám mục không có quyền bổ nhiệm, phê chuẩn, cách chức hoặc xử phạt một giám mục. Hơn nữa, Hội đồng Giám mục Công giáo Trung Quốc lại càng không thể làm như vậy vì cơ quan này không hề được Tòa Thánh thừa nhận. Do đó, Giám mục Tađêô Mã Đạt Khâm vẫn là giám mục phụ tá của Giáo phận Thượng Hải.
Ngày 16 tháng 3 năm 2014, Tòa Thánh công nhận Giám mục Tađêô Mã Đạt Khâm là Giám mục của Giáo phận Thượng Hải sau khi Giám mục Phạm Trung Lương qua đời.